# 3FM Serious Request 2009
3FM Serious Request 2009 was de zesde editie van Serious Request, de jaarlijks terugkerende actie van de Nederlandse radiozender 3FM waarbij geld wordt ingezameld voor projecten van het Rode Kruis. Bij deze editie stond de bestrijding van malaria centraal, en ze vond plaats van vrijdag 18 tot en met donderdag 24 december 2009; het Glazen Huis stond daarbij op de Grote Markt in Groningen.

## Voorgeschiedenis
In 2009 maakten vijf steden kans op het Glazen Huis in hun stad te krijgen, dit waren Eindhoven, Enschede, Groningen, Rotterdam en Tilburg. Op 25 maart 2009 werd bekendgemaakt dat het Glazen Huis in december van dat jaar op de Grote Markt in Groningen zou staan. Het thema van Serious Request 2009 was de strijd tegen malaria.
De band Rigby bewerkte voor het evenement het lied One Song als het themanummer en volgde hiermee Waiting For So Long van Novastar op.

### Alle kandidaatsteden
| Kandidaatstad | Provincie     |
| ------------- | ------------- |
| Eindhoven     | Noord-Brabant |
| Enschede      | Overijssel    |
| Groningen     | Groningen     |
| Maastricht    | Limburg       |
| Rotterdam     | Zuid-Holland  |
| Tilburg       | Noord-Brabant |

### Selectie van dj's
Zendercoördinator Wilbert Mutsaers was de enige binnen het radiostation die al wist wie er het Glazen Huis in zouden gaan. Hij belde op 7 december 2009 tijdens Stenders Eetvermaak de geselecteerde dj's een voor een op met de mededeling dat zij het Glazen Huis in gingen. Als eerste werd Gerard Ekdom opgebeld, daarna Annemieke Schollaardt, die voor het eerst in het Glazen Huis zou overnachten. Als derde en laatste werd Giel Beelen opgebeld, met de mededeling dat hij ook zijn koffers mocht gaan pakken.

## Verloop
De zesde editie startte op vrijdag 18 december 2009 om 19.00 uur en duurde tot en met donderdag 24 december 20.30 uur. Het Glazen Huis werd gesloten door prinses Máxima. Ze bood voor de veiling ook aan om vrijwilligerswerk samen met haar en haar echtgenoot te doen. Hoewel minister Koenders aangaf dat de Nederlandse regering ook ditmaal weer een bijdrage zou doen aan de actie, werd in tegenstelling tot voorgaande jaren geen hoogte van de bijdrage toegezegd.
Op de maandag kwam een flashmob, georganiseerd door de lokale dansscholen, in actie tijdens een nummer van Snow Patrol.
Tijdens deze editie van 3FM Serious Request kwam in de veiling onder andere de elektrische piano, een Yamaha CP300, van Roel van Velzen voorbij. Ook was het assistent-trainerschap van FC Groningen voor één dag, de keepershandschoenen en gesigneerde shirts van FC Groningen-spelers, een door alle AFC Ajax- of NAC Breda-spelers gesigneerd shirt, een ontbijtje met Jakhals Frank Evenblij en huiskameroptreden van Ome Willem of Trijntje Oosterhuis beschikbaar.
Op 23 december, de op een na laatste dag, werd er een extra brievenbus in de ruit van het Glazen Huis gemaakt, vanwege de extreme drukte. Op diezelfde dag maakte Gerard Ekdom bekend dat hij Living Doll van Cliff Richard zou playbacken als het meer dan 7500 euro zou opleveren. Aan het einde van de dag werd bekend dat Living Doll op nummer één stond op het lijstje van meest aangevraagde platen en meer dan 14.000 euro had opgeleverd.
De ochtend erna liet Waylon zich kaalscheren, nadat daar € 7.150 voor geboden was. Verschillende initiatieven onder de vlag van Groningen Geeft leverden ruim 800.000 euro op. Het Callcenter heeft in totaal € 378.821 opgeleverd. De overheid gaf daarnaast nog € 3.000.000. Met dit extra bedrag kwam het eindbedrag op 7.113.447 euro.

### Andere dj's
Naast de drie dj's in het Glazen Huis waren andere 3FM-presentatoren in het land bezig om geld in te zamelen. Sander Lantinga en Filemon Wesselink knapten klusjes tegen betaling op, waaronder een poppenkast spelen, terwijl Coen Swijnenberg een levende Kerstkaart was, die berichten door het land overbracht. Op de Grote Markt in Groningen haalde Rámon de Stagiair (Ramon Verkoeijen) met zijn plakpak geld op, vlak voordat de tussenstand van het binnengekomen geld bekend werd gemaakt. Paul Rabbering zou met het Collectebusje door Nederland rijden om op locatie verzoekplaatjes te draaien, dit liep echter enigszins in de soep door de sneeuwval.
Daarnaast ging Eric Corton al eerder in het jaar naar Sierra Leone en Burkina Faso om verslag te doen van de gevolgen van malaria. Zijn reportages werden, evenals die van Paul Rabbering die afreisde naar Sumatra, uitgezonden tijdens Serious Request 2009.

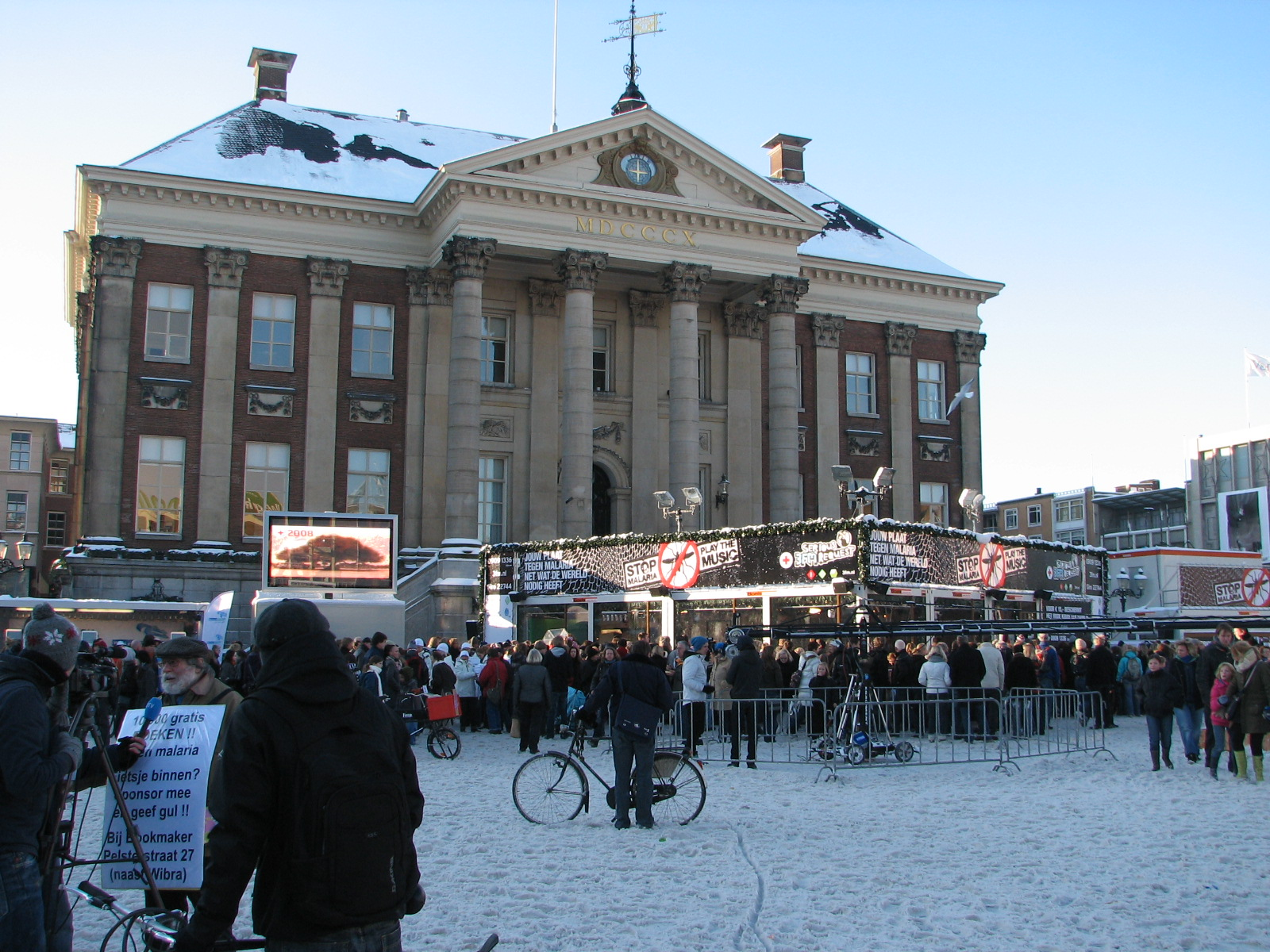
Het Glazen Huis in Groningen op maandag (overdag)
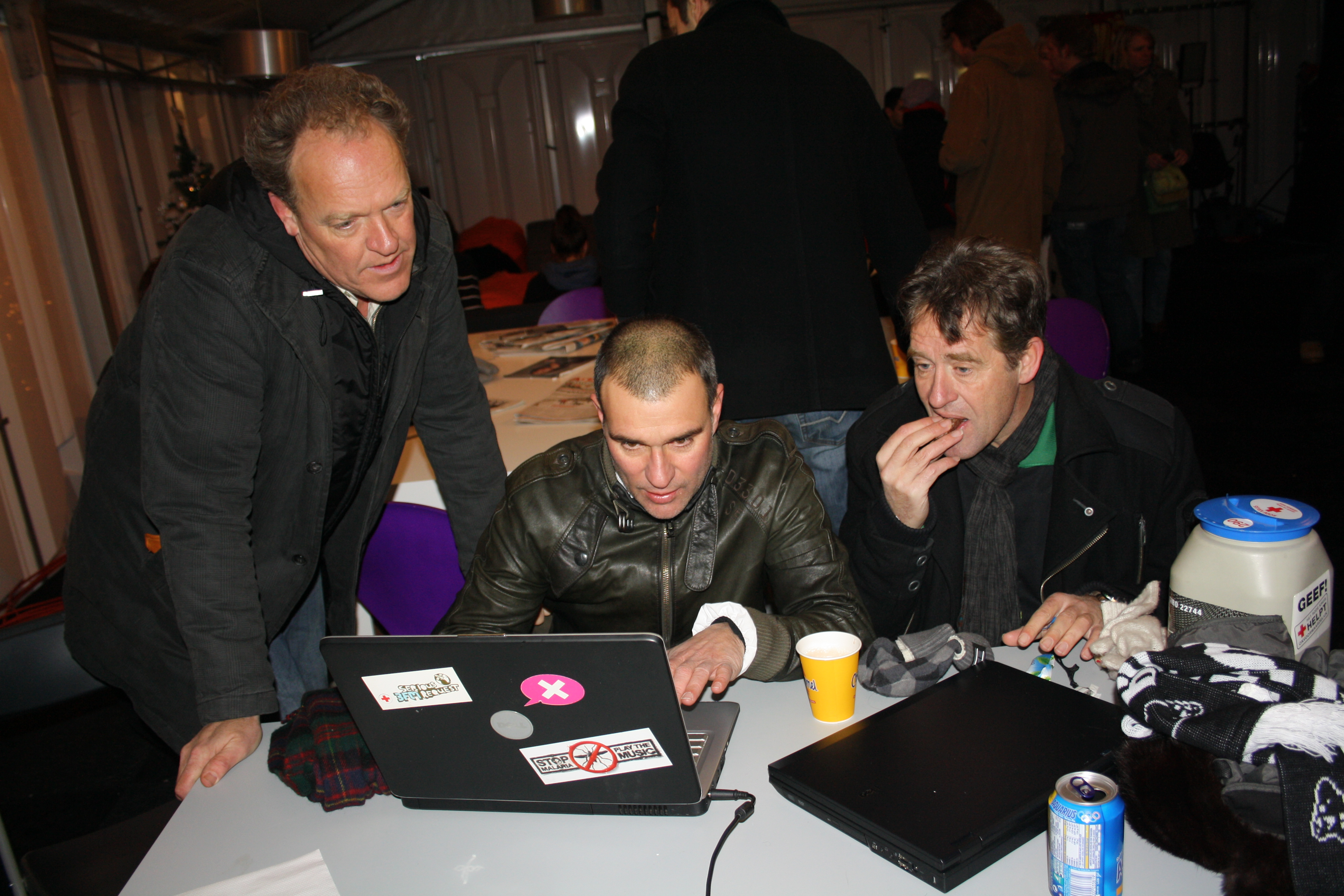
Viggo, Peter en Bert backstage

## Opbrengst, slaapgast en graveyardshift
De graveyardshift is een dienst van 02.00 tot 06.00 uur 's nachts door een van de dj's. Elke nacht is er ook een gast die één nachtje logeert in het Glazen Huis; dit waren Thomas Acda, Do, Youp van 't Hek, Angela Groothuizen, Roel van Velzen en Waylon.
De eindstand op 24 december kwam uit op € 7.113.447. Dit is inclusief € 3 miljoen van de Nederlandse regering. Uiteindelijk is het bedrag hoger, door onder andere de opbrengst van de veiling, die tot begin januari 2010 doorloopt.

### Tijdschema
Hou rekening met de tussenstanden dat Serious Request in 2008 al om 9 uur 's ochtends begon, terwijl het dit jaar 7 uur later begon. Tevens duurde deze Serious Request een dag langer.
| Dag       | Dag       | 02.00–06.00 Graveyardshift | 06.00–10.00 | 10.00–14.00 | 14.00–18.00                              | 18.00–22.00      | 22.00–02.00 | Slaapgast          |                  | Stand (rond 16.50) |
| --------- | --------- | -------------------------- | ----------- | ----------- | ---------------------------------------- | ---------------- | ----------- | ------------------ | ---------------- | ------------------ |
| 1         | vr 18 dec | —                          | —           | —           | 16.00–17.00 Gerard 17.00–18.00 Annemieke | Giel             | Annemieke   | Thomas Acda        | —                |                    |
| 2         | za 19 dec | Gerard                     | Giel        | Gerard      | Annemieke                                | Gerard           | Giel        | Do                 | € 244.668        |                    |
| 3         | zo 20 dec | Annemieke                  | Giel        | Gerard      | Annemieke                                | Giel             | Annemieke   | Youp van 't Hek    | € 428.629        |                    |
| 4         | ma 21 dec | Gerard                     | Giel        | Gerard      | Annemieke                                | Gerard           | Giel        | Roel van Velzen    | € 706.174        |                    |
| 5         | di 22 dec | Annemieke                  | Giel        | Gerard      | Annemieke                                | Giel             | Annemieke   | Angela Groothuizen | € 1.058.594      |                    |
| 6         | wo 23 dec | Gerard                     | Giel        | Gerard      | Annemieke                                | Giel             | Gerard      | Waylon             | € 1.740.302      |                    |
| 7         | do 24 dec | Annemieke                  | Giel        | Gerard      | Annemieke                                | 18.00–20.00 Giel | —           | —                  | geen tussenstand |                    |
| Eindstand | Eindstand | Eindstand                  | Eindstand   | Eindstand   | Eindstand                                | Eindstand        | Eindstand   | Eindstand          | Eindstand        | € 7.113.447        |